# Cabera erythemaria
Cabera erythemaria är en fjärilsart som beskrevs av Achille Guenée 1858. Cabera erythemaria ingår i släktet Cabera och familjen mätare. Inga underarter finns listade i Catalogue of Life.